# Кеттерсгаузен
Кеттерсгаузен (нім. Kettershausen) — громада в Німеччині, знаходиться в землі Баварія. Підпорядковується адміністративному округу Швабія. Входить до складу району Унтеральгой. Складова частина об'єднання громад Бабенгаузен.
Площа — 26,73 км2. Населення становить 1803 ос. (станом на 31 грудня 2020).

## Галерея

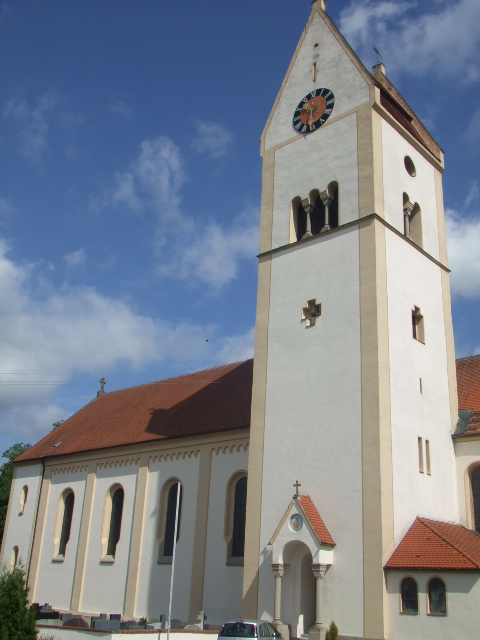